# Alsophila urbanii
Alsophila urbanii là một loài thực vật có mạch trong họ Cyatheaceae. Loài này được (Brause) R.M. Tryon mô tả khoa học đầu tiên năm 1970.